# جوزيف زوندييكو
جوزيف زوندييكو ( - 11 فبراير 2017) هو قائد الجناح العسكري لتحالف سيليكا خلال حرب جمهورية أفريقيا الوسطى الأهلية، ولد في محافظة فاكاجا، انضم إلى الجيش في عام 1997، وتمت ترقيته إلى ملازم أول. وفي عام 2006 انضم إلى متمردي اتحاد القوى الديمقراطية من أجل التجمع، كان له دور رئيسي في إسقاط الرئيس فرانسوا بوزيزيه، بعد تولي ميشيل جوتوديا تمت ترقيته إلى عقيد ثم عميد، وأصبح قائد في تحالف سيليكا في نديلي في 9 مايو 2014، رفض اتفاق وقت إطلاق الناس بين ميليشيا سيليكا والميليشيا المسيحية أنتي بالاكا الذي تم في 24 يوليو 2014، قائلا بأن الاتفاق تم بدون مشاورة الجناح العسكري في الحركة. بعد حل سيليكا، أصبح رئيس الجبهة الشعبية لنهضة أفريقيا الوسطى (FPRC) والتي تتكون من مقاتلي شعب الفولاني ومقاتلي سيليكا السابقين، ذكرت  بعثة الأمم المتحدة أنه قتل في 11 فبراير 2017 حيث أطلقت مروحية النار على ه قرب بلدة بامباري.